# LibertyTV
LibertyTV is een voormalige Nederlandstalige en Franstalige televisiezender. LibertyTV richt zich 24 uur per dag op vakantie, toerisme en vrije tijd. Via de website van LibertyTV werden onder meer op het televisiekanaal aangeprezen vakanties aangeboden.
Moederbedrijf Escape Travel haalde de zender op 10 mei 2013 uit de ether nadat het zelf eerder die week de boeken dichtdeed door financiële problemen. De Vlaamse versie was al in 2011 stopgezet.
De vakantiezender was te ontvangen in de gehele Benelux alsmede in Frankrijk via de kabel en satelliet. Later werd ook LibertyTV Nederland opgestart.
De zender hield kantoor in Brussel en verzorgde uitzendingen in drie talen: Nederlands, Frans en Duits.
Er zijn veel veel presentatoren actief geweest op deze zender, zoals Joke Van De Velde, An Jaspers, Valérie Thys, Tess Goossens , Krijn Jonckheere, Maarten Cornelis en Jurgen Verstrepen.
De CEO van het bedrijf was Lotfi Belhasinne.